# Ehud Barak
Ehud Barak ( 12. veljače 1942. u kibucu Mishmar HaSharon, sjevernoistočno od Netanje) izraelski je političar i bivši general. Od 2007. obnaša dužnost ministra obrane Izraela i bio je predsjednik Radničke stranke Izraela do 2011. Od 1995. do 1996. bio je ministar vanjskih poslova u vladi Šimona Peresa. Od 1999. do 2001. bio je deseti predsjednik vlade Izraela.

## Životopis
Barak započinje vojnu karijeru u izraelskoj vojsci 1959. koju je napustio poslije 35 godina u službi s činom generala. Dobio je orden za izvanredne zasluge i 4 ordena za hrabrost i vojne zasluge.
Studirao je na Izraelskom sveučilištu u Jeruzalemu i na Sveučilištu Stanford. Bio je ministar unutarnjih poslova 1995. i vanjskih poslova 1995. – 1996. U 1996. ulazi u izraelski parament Kneset, gdje radi u odboru pri vanjskim i unutarnjim poslovima. Iste te godine izabran je za predsjednika Radničke stranke Izraela.
Ehud Barak je izabran za premijera Izraela 17. svibnja 1999. Na toj dužnosti ostaje do 7. ožujka 2001., kada gubi na prijevremenim izborima u veljači 2001. od Ariela Šarona.

## Vanjske poveznice
- Životopis